# Blumau-Neurißhof
Blumau-Neurißhof est une commune autrichienne du district de Baden en Basse-Autriche.